# Robert Aldrich
Robert Aldrich (Cranston, Rhode Island, 1918. augusztus 9. – Los Angeles, Kalifornia, 1983. december 5.) amerikai filmrendező, filmproducer.

## Életpályája
1983-ban hunyt el veseelégtelenségben.

## Magánélete
1941–1965 között Harriet Foster volt a felesége. 1966-tól Sibylle Siegfried volt a párja.

## Filmjei

### Rendezőként
- Kína Smith (1952)
- A doktor (1952-1953)
- A nagy szövetséges (1953)
- Vera Cruz (1954)
- Az apacs harcos (1954)
- Csókolj halálosan (1955) (producer is)
- A nagy kés (1955) (producer is)
- Őszi falevél (1956)
- Roham (1956) (producer is)
- Tíz másodperc a pokol (1959) (producer és forgatókönyvíró is)
- Lángoló hegyek (1959)
- Az utolsó napnyugta (1961)
- Sodom and Gomorrah (1962)
- Mi történt Baby Jane-nel? (1962) (producer is)
- Két pár texasi (1963) (producer és forgatókönyvíró is)
- Csend, csend, édes Charlotte (1964) (producer is)
- A Főnix útja/A Főnix repülése (1965) (producer is)
- A piszkos tizenkettő (1967)
- Lylah Clare legendája (1968) (producer is)
- George nővér meggyilkolása (1968) (producer is)
- Megsemmisítését elrendelem (1970) (producer és forgatókönyvíró is)
- Ulzana portyája (1972)
- Az Észak császára (1973)
- Hajrá, fegyencváros! (1974)
- Sötét utcák (1975) (producer is)
- San Franciscó-i kölyök/Rabbi a vadnyugaton (1979)
- …minden márvány (1981)

### Rendező-asszisztensként
- A délvidéki (1945)
- G.I. Joe története (1945)
- Test és lélek (1947)
- A diadalív árnyékában (1948)
- A gonosz ereje (1948)
- Zsákmány (1949)
- Rivaldafény (1952)
- Abbott és Costello találkozik Kidd kapitánnyal (1952)

### Producerként
- Mi történt Alice nénivel? (1969)

## Díjai
- a Velencei Filmfesztivál Arany Oroszlán díja (1955) A nagy kés
- Ezüst Medve díj a legjobb rendezőnek (1956) Őszi falevél
- a Velencei Filmfesztivál Pasinetti-díja (1956) Roham
- Hochi Filmdíj (1982) …minden márvány